# Europastraße 10
Die Europastraße 10 oder E 10 ist eine Europastraße, die in Å in Norwegen beginnt und in Luleå in Schweden endet.
Sie ist 880 km lang, davon führen 397 km durch Norwegen und 483 km durch Schweden.

## Verlauf
Å–Narvik–(Grenze N-S)–Riksgränsen–Kiruna–Gällivare–Överkalix–Töre–Luleå
Im norwegischen Teil führt die E 10 über zehn Brücken und durch zwölf Tunnel. Die längsten Brücken sind die Tjeldsundbru (deutsch Tjeldsundbrücke, 1007 m über den Tjeldsund) und die Raftsundbru (711 m). Die längsten Tunnel sind der Sørdalstunnelen (6338 m) und der Sløverfjordtunnelen (3337 m).
In ihrem schwedischen Teil wird die Straße als Europaväg 10 bezeichnet.
Die E 10 verläuft in kurzen Teilabschnitten gemeinsam mit drei anderen Europastraßen:
- Mit der E 6 von Bjerkvik bis Trældal (Nygård) in der Nähe von Narvik (18 km)
- Mit der E 45 nördlich von Gällivare (66 km)
- Mit der E 4 von Töre bis Luleå (46 km)

## Geschichte
Der Streckenabschnitt Kiruna–Narvik wurde erst am Anfang der 1980er Jahre gebaut und verläuft im schwedischen Teil weitgehend parallel zur 1903 in Betrieb genommenen Erzbahn. 1984 wurde dieser Abschnitt vom norwegischen König Olav V. und dem schwedischen König Carl XVI. Gustaf eingeweiht. Im norwegischen Teil heißt die E 10 heute „Kong Olav Vs vei“.
Am 1. Dezember 2007 wurde die Lofast, ein neuer Streckenabschnitt zwischen Fiskebøl auf Austvågøya und Gullesfjord auf Hinnøya eröffnet. Dieser ist 51 km lang und verkürzt die E 10 um 30 Kilometer. Dadurch ist die Fährüberfahrt zwischen Melbu und Fiskebøl nicht mehr erforderlich, um Lofoten von Norden her zu erreichen.
Die heutige E 10 trägt diese Bezeichnung erst seit 1992. Davor war der norwegische Abschnitt Å–Bjerkvik (Bjerkvik liegt nördlich von Narvik an der E 6) als „Riksvei 19“ ausgewiesen, der 1984 fertiggestellte Abschnitt zur schwedischen Grenze (Bjørnfjellvegen) als „Riksvei 70“ und der schwedische Teilabschnitt Riksgränsen–Töre als „Riksväg 98“.
E 10 war vor 1985 die Bezeichnung für die Strecke Paris–Brüssel–Amsterdam–Groningen.

## Bilder

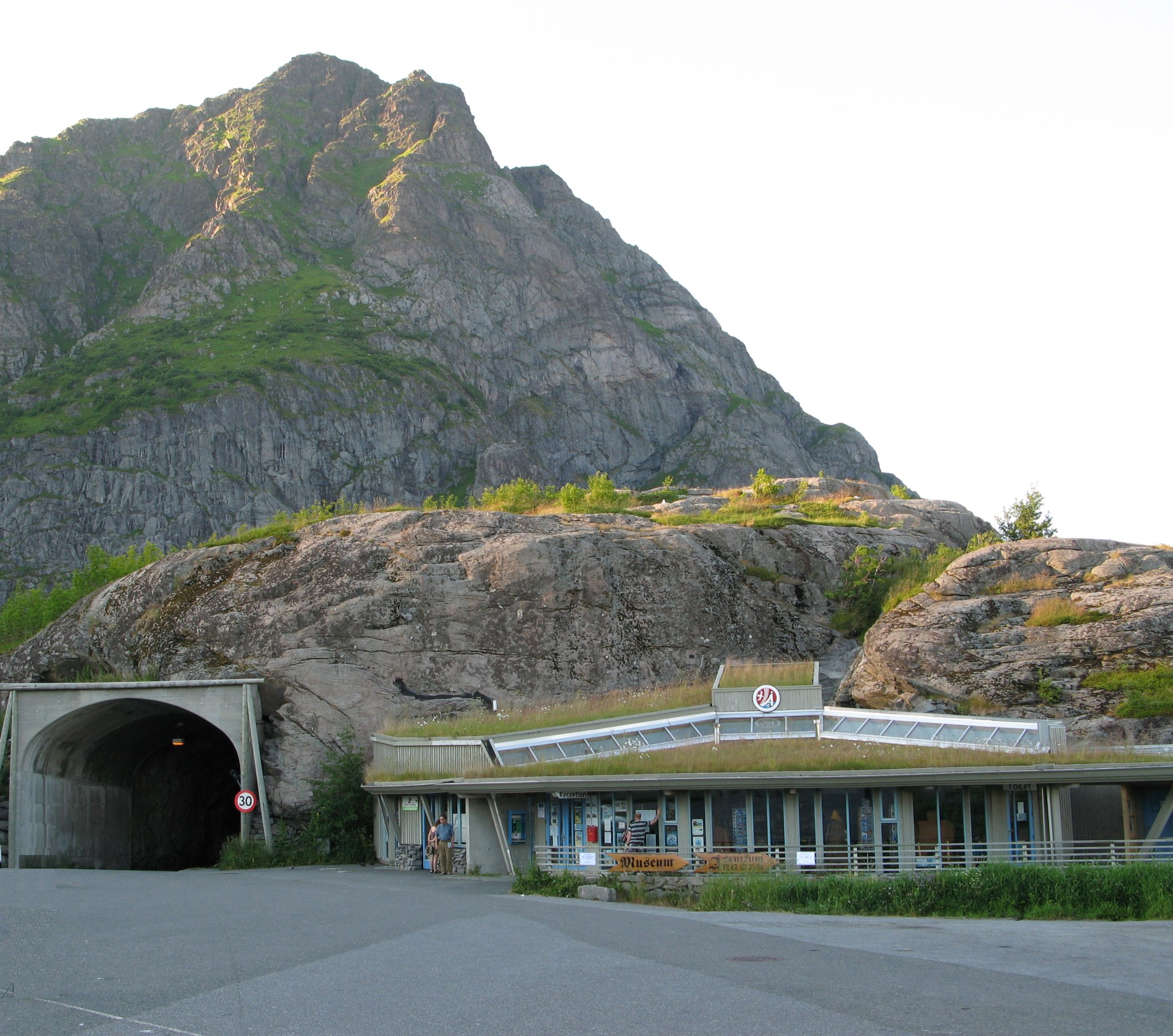
Å i Lofoten.
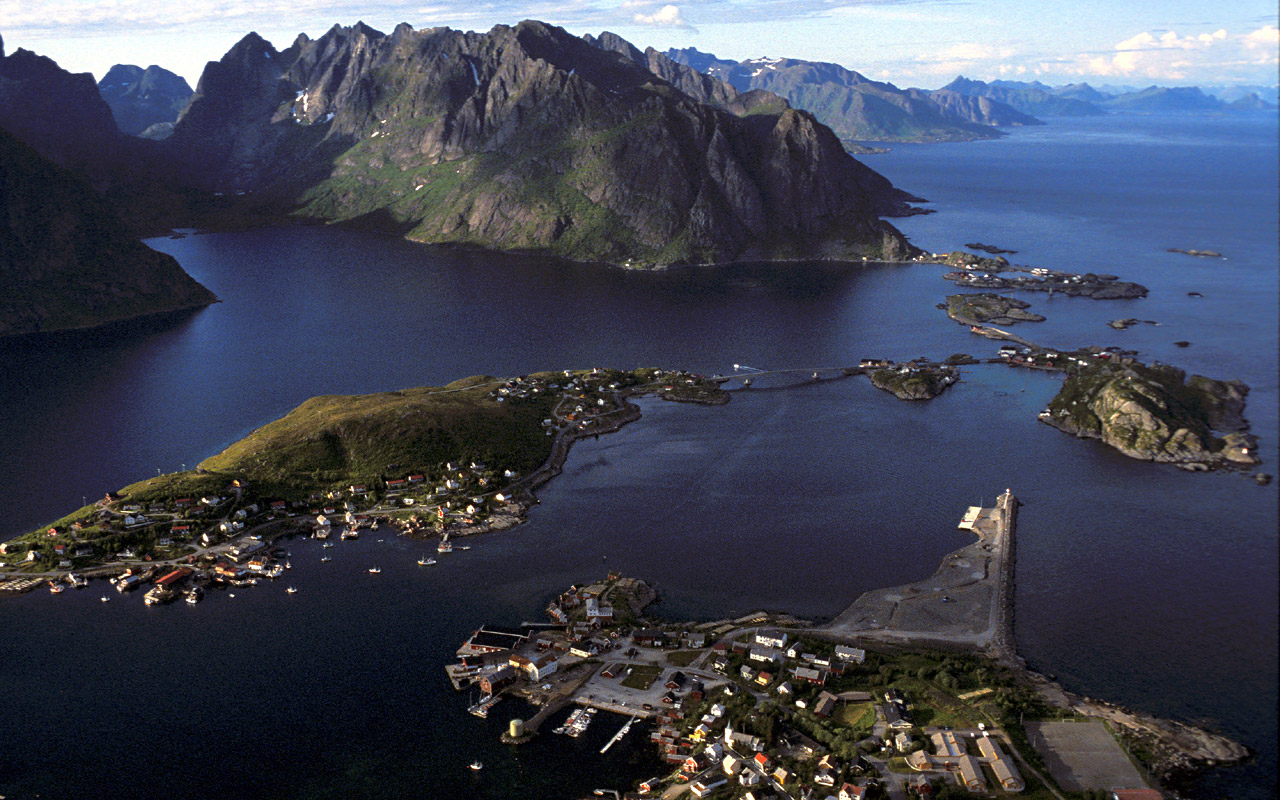
Die E 10 führt von Å kommend zwischen den einzelnen Lofoteninseln zunächst über viele Brücken.
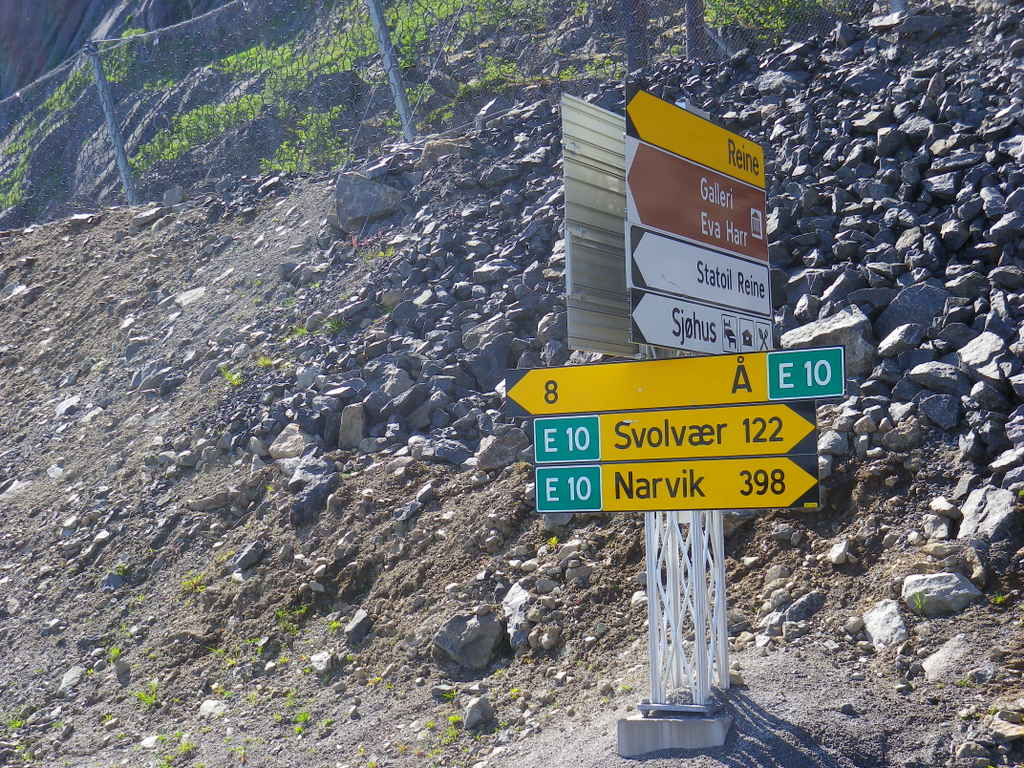
Schild nahe dem Westende der E 10 in Lofoten.
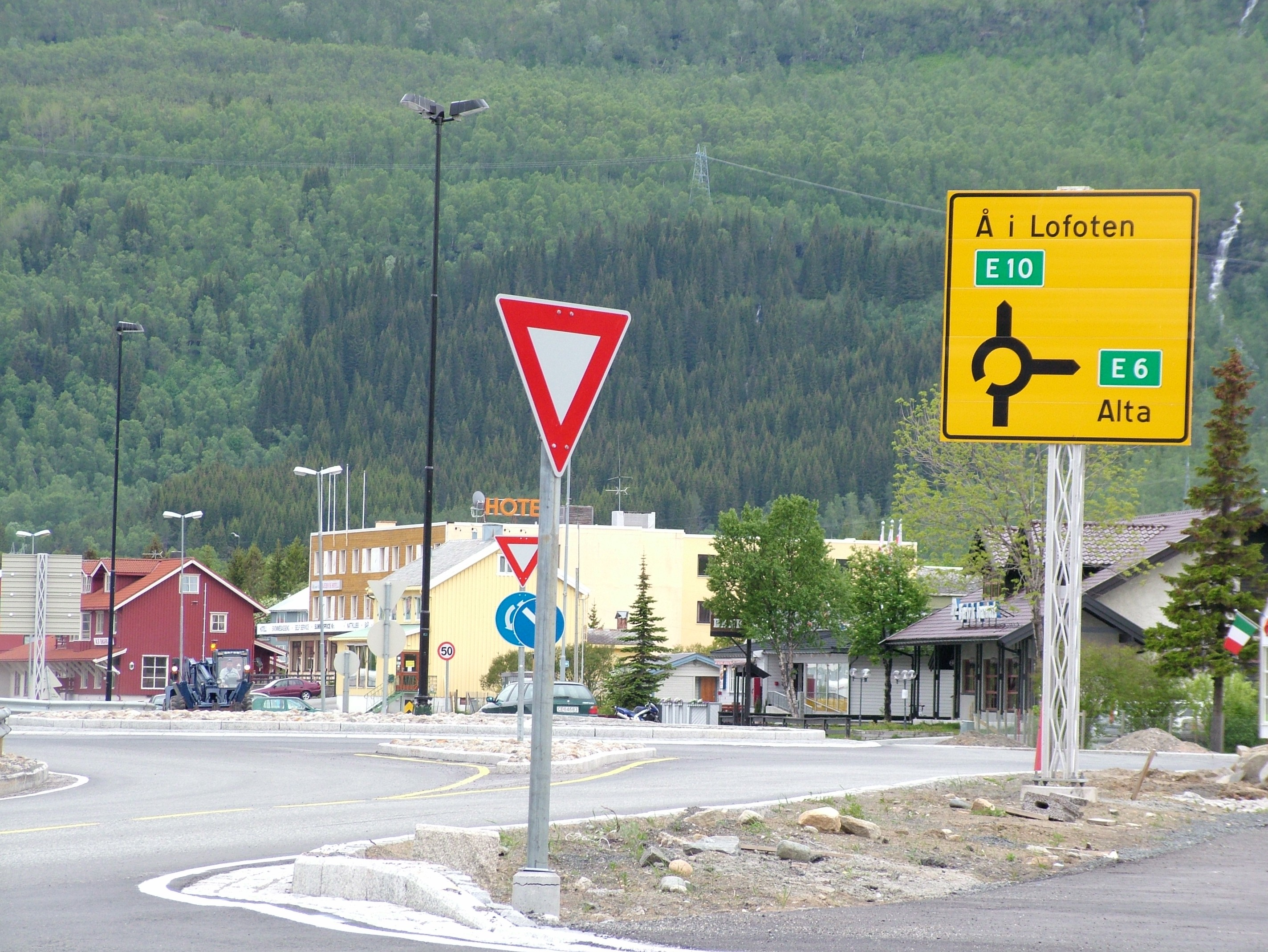
In Bjerkvik trennt sich die E 10 von der nordwärts führenden E 6.
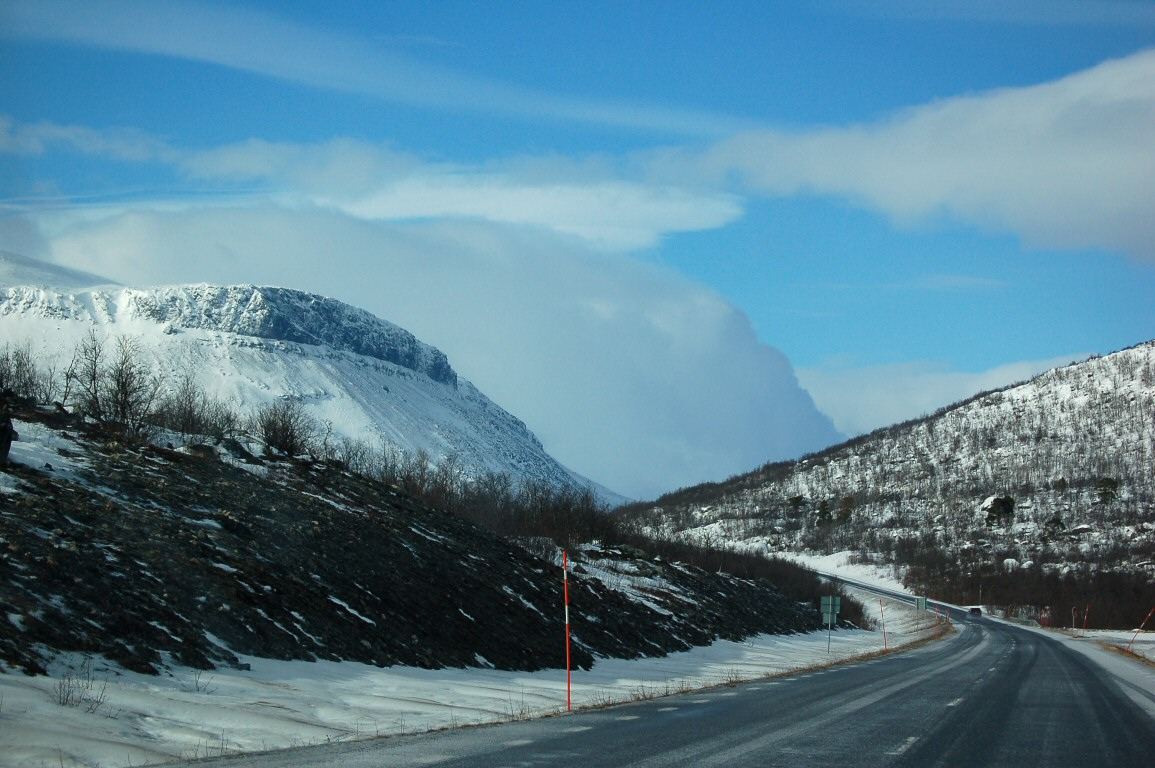
E 10 nördlich von Kiruna

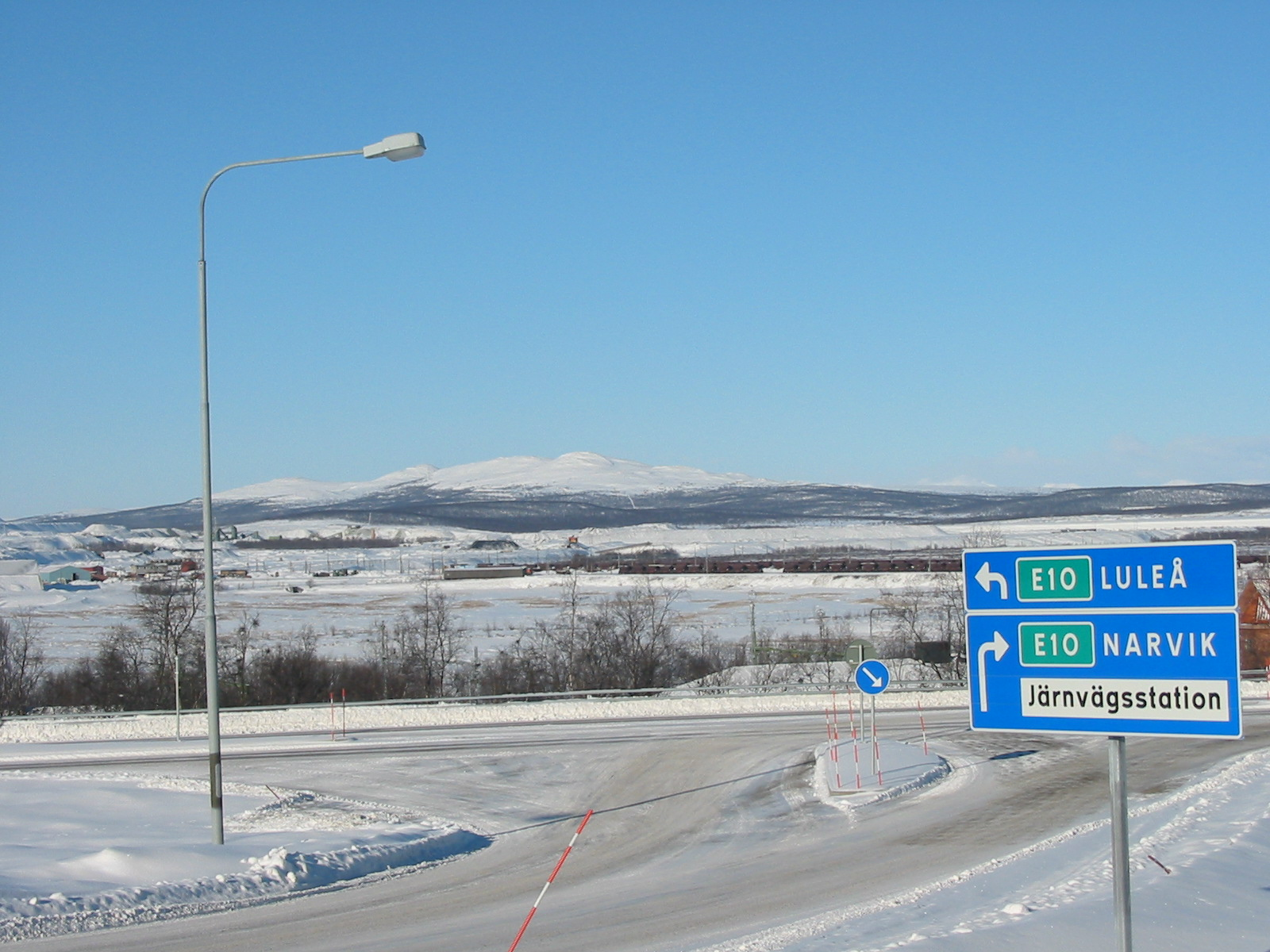
E 10 bei Kiruna
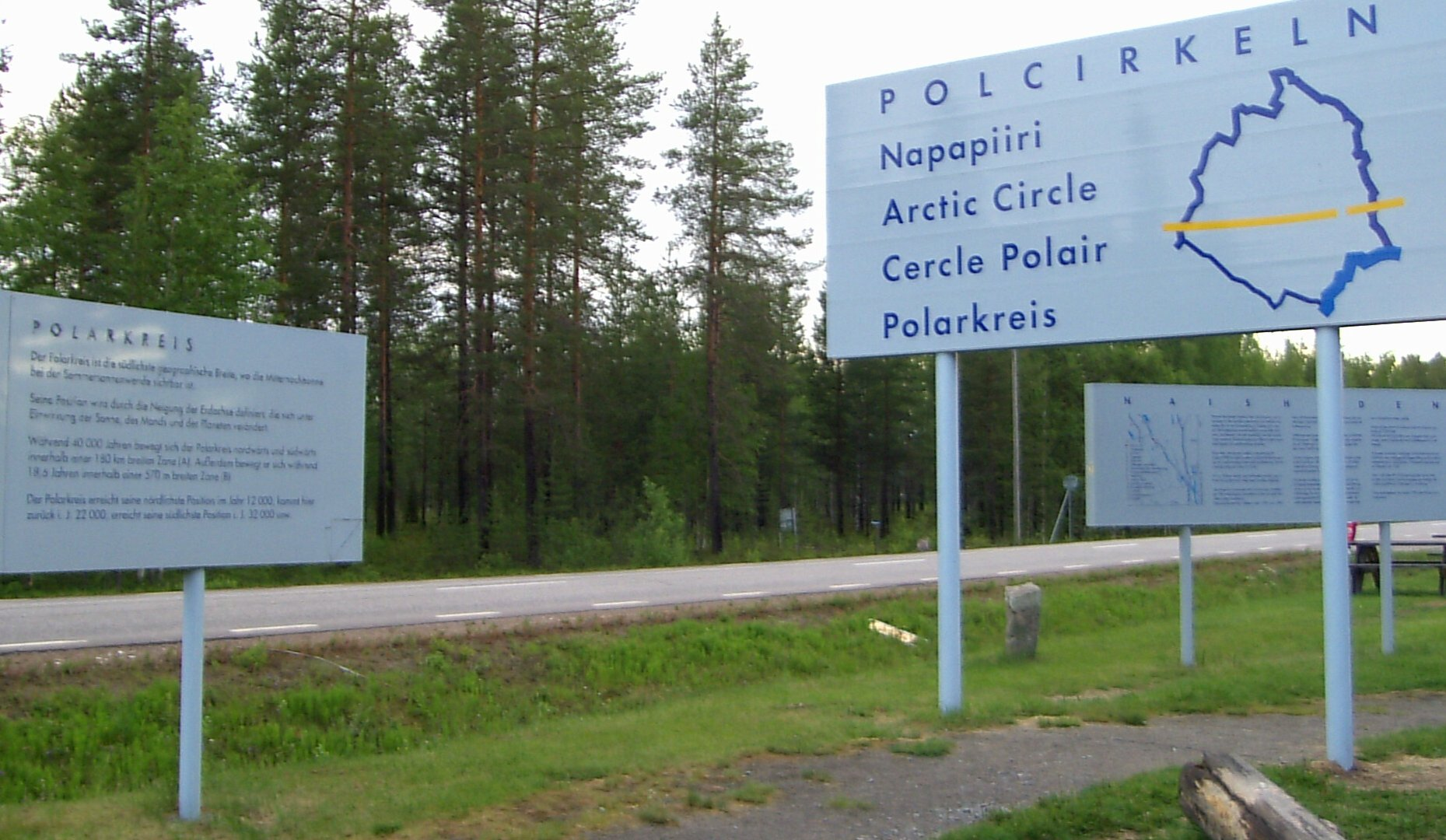
Polarkreispassage der E 10 zwischen den Weilern (småorter) Yttre Lansjärv und Naisjärv in der Gemeinde Överkalix
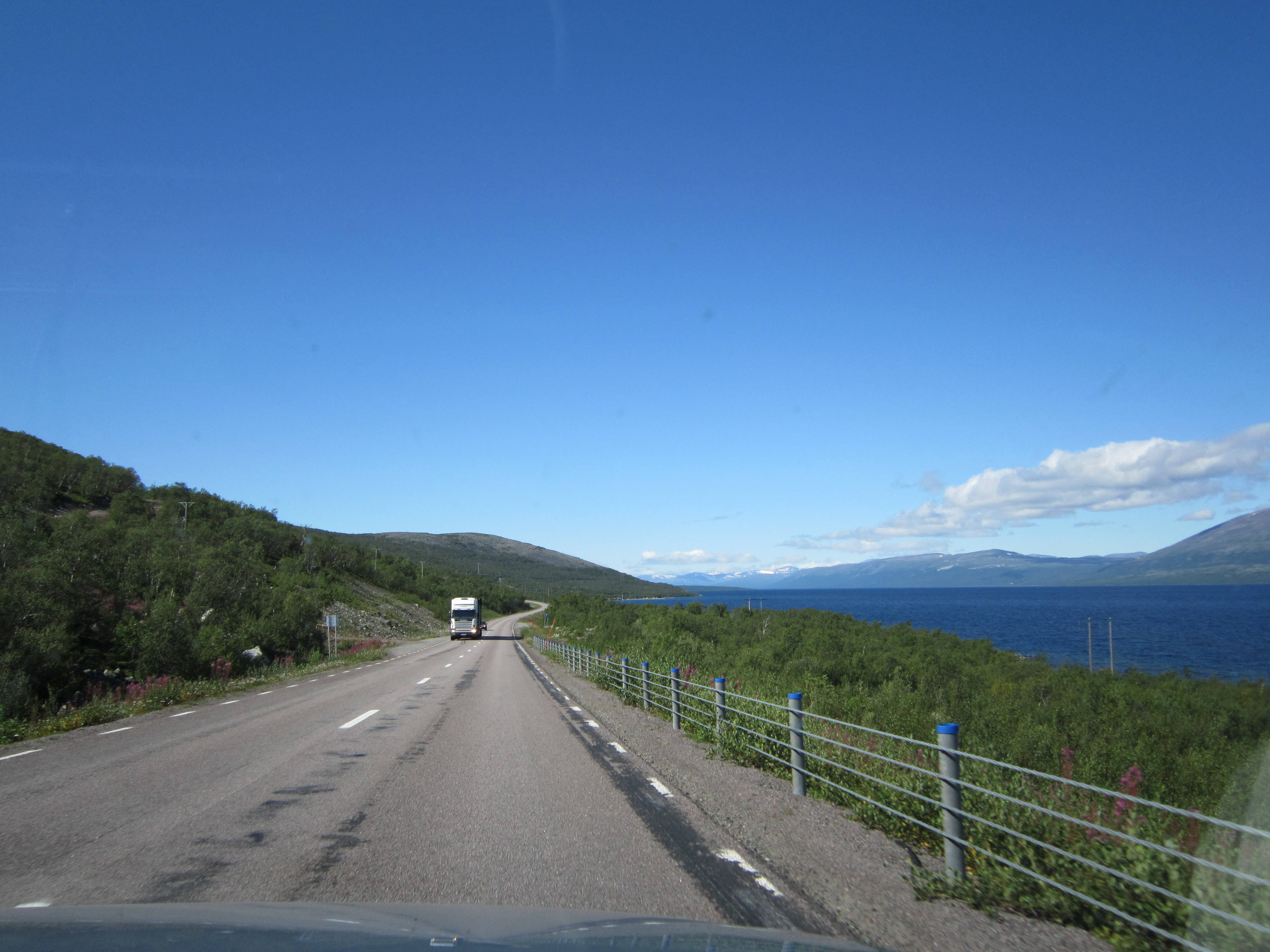
E 10 zwischen Kiruna und Abisko